# 瓦西謝韋
49°49′36″N 36°19′38″E / 49.82667°N 36.32722°E

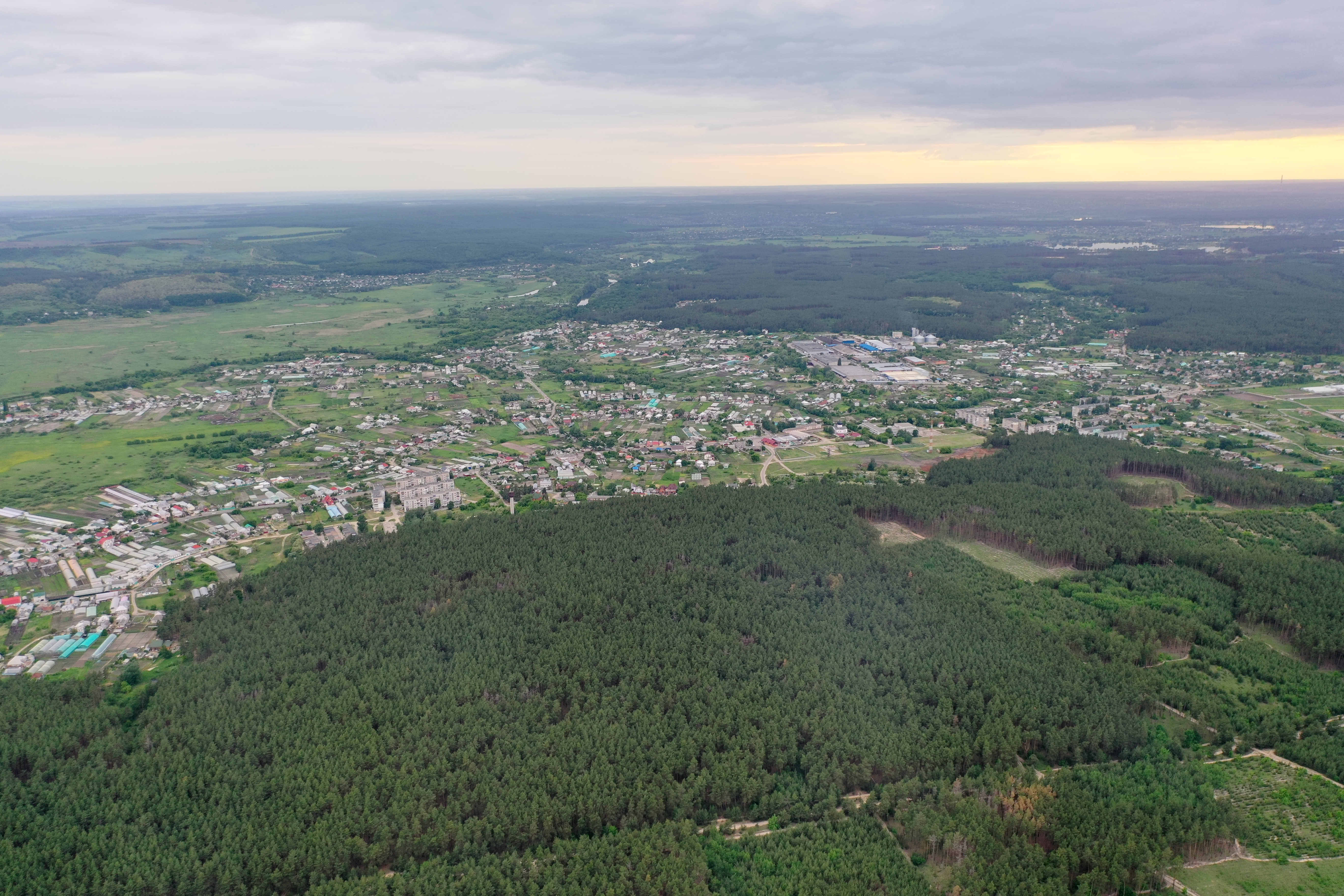
鸟瞰图

瓦西謝韋（烏克蘭語：Васищеве），是烏克蘭東部哈爾科夫州哈爾科夫區贝兹柳迪夫卡市镇内的市級鎮。始建於1647年，面積4.81平方公里，海拔高度99米，2001年人口6,069，人口密度每平方公里1,261.75人。